# A New Version
A New Version è un cortometraggio muto del 1918 diretto da Cecil M. Hepworth.

## Produzione
Il film fu prodotto dalla Hepworth.

## Distribuzione
Distribuito dal MOI (il Ministry of Information, un dipartimento del governo britannico creato per un breve periodo alla fine della prima guerra mondiale), il film - un cortometraggio di 45,7 metri - uscì nelle sale cinematografiche del Regno Unito nel luglio 1918.
Si pensa che sia andato distrutto nel 1924 insieme a gran parte degli altri film della Hepworth. Il produttore, in gravissime difficoltà finanziarie, pensò in questo modo di poter almeno recuperare l'argento dal nitrato delle pellicole.